# ایفوریا (نرم‌افزار)
ایفوریا (به انگلیسی: Euphoria) یک میان‌افزار انیمیشن‌سازی بازی است که توسط نچرال موشن برای متحرک سازی شخصیت‌های سه بعدی در حین حرکت «بر اساس شبیه‌سازی کامل شخصیت سه بعدی، از جمله بدن، عضلات و سیستم عصبی حرکتی» ساخته شده‌است. به جای استفاده از انیمیشن‌های از پیش تعریف شده، کنش‌ها و واکنش‌های شخصیت‌ها در زمان واقعی ترکیب می‌شوند. آنها هر بار متفاوت هستند، حتی زمانی که همان صحنه را تکرار می‌کنند. ایفوریا از روش پیچیده‌تری برای متحرک کردن کل اشیاء فیزیکی در محیط بازی استفاده می‌کند. این موتور قرار بود در بازی ایندیانا جونز استفاده شود که بعداً لغو شد. طبق وب سایت خود، ایفوریا بر روی پلتفرم‌های مختلف اجرا شده و با تمام موتورهای فیزیک تجاری سازگار بوده‌است.